# Georg Heck
Georg Heck (* 24. Mai 1897 in Frankfurt am Main; † 1. Dezember 1982 in Frankfurt am Main) war ein deutscher Maler und Grafiker des Expressionismus und der Neuen Sachlichkeit.

## Leben
Georg Heck verlor früh beide Eltern. Sein Vater verstarb im Jahr 1901, seine Mutter im Jahr 1911. Nach dem Tod seiner Mutter verbrachte Heck einige Jahre seiner Jugend in einem Waisenhaus. Von 1911 bis 1914 absolvierte er eine Lehre als Kunstschmied.  Während seiner Lehrzeit wurde er von dem Sachsenhäuser Ehepaar Schreiner aufgenommen. Nach der Ausbildung arbeitete er bis 1916 in den Adlerwerken. Als Soldat im Ersten Weltkrieg geriet er in französische Kriegsgefangenschaft, aus der er 1920 nach Frankfurt zurückkehrte. Nach seiner Rückkehr nahm er zunächst seine Tätigkeit bei den Adlerwerken wieder auf. 1921 erblindete er dort durch einen Arbeitsunfall auf dem rechten Auge.
Heck war ab 1923 Schüler der Landschaftsklasse unter Andreas Egersdörfer, ab 1925 Schüler von Johann Vincenz Cissarz und schließlich von 1928 bis 1932 Schüler der Meisterklasse Max Beckmanns an der Städelschen Kunstschule in Frankfurt am Main. In dieser Zeit entstand 1929 eines seiner bedeutendsten Werke, ein Wandgemälde im Casino des I.G.-Farben-Hauses, das 1935 übertüncht und ab 2005 wieder freigelegt wurde. 1933 wurden seine Werke als entartete Kunst auf dem Römerberg verbrannt und er erhielt Ausstellungsverbot. 1937 wurden in der Nazi-Aktion „Entartete Kunst“ aus dem Städelschen Kunstinstitut und Städtische Galerie Frankfurt am Main acht Bilder Hecks beschlagnahmt. Bei einem Bombenangriff wurde 1944 das Atelier Hecks, das er 1935 im Karmeliterkloster bezogen hatte, samt vieler seiner frühen Werke zerstört.
Nach seiner Rückkehr 1946 aus dem Fronteinsatz im Krieg und anschließender erneuter Kriegsgefangenschaft schloss er sich der Neuen Darmstädter Sezession an. Zunächst widmete er sich der Darstellung von Nachkriegsproblematiken in der Form von Holzschnitten. Es folgte ausgehend von Landschaftsdarstellungen eine allmähliche Hinwendung zu abstrakterer Darstellung, die bis spätestens 1960 abgeschlossen war. Ab 1965 entwarf er die Glasfenster für den Neubau der katholischen Kirche St. Anna im Frankfurter Stadtteil Hausen. Obwohl Heck mehr als hundert Ausstellungen durchführte und in Kontakt mit vielen Künstlern und Kulturschaffenden stand, blieb seine wirtschaftliche Situation zeitlebens prekär.
Von 1946 bis zu seinem Tod lebte er in Frankfurt-Nied im Elternhaus seiner Ehefrau Maria Elisabeth Bauer, Kehreinstraße 32. In der dortigen katholischen Kirchengemeinde Sankt Markus erhielt der zwischenzeitlich in Vergessenheit geratene Künstler – angestoßen durch den damaligen Pfarrer Friedhelm Mennekes – ab 1980 die Möglichkeit, seine Werke öffentlich auszustellen. Diese Wiederentdeckung mündete im Februar 1982 in der Gründung des Vereins Kulturkreis Georg Heck e.V.

## Werke (Auswahl)

### 1934 als „entartet“ nachweislich beschlagnahmte Bilder Hecks
- Fabrikhof (Tafelbild)

- Frühling (Tafelbild)

- Stilleben (Tafelbild)

- Ernte (Holzschnitt; zerstört)

- Holzfäller (Holzschnitt; zerstört)

- Musik (Holzschnitt; zerstört)

- Sitzendes Mädchen (Tuschzeichnung; zerstört)

- Landschaft (Tuschzeichnung; zerstört)

### Werke in öffentlichen Sammlungen (Auswahl)
- Flieder vor dem Fenster (Öl auf Leinwand, 80 × 44 cm, 1929; Museum Kunst der Verlorenen Generation, Salzburg)[6]

- Komposition (Kreide auf Japanpapier31 × 40 cm, 1948; Museum Kunst der Verlorenen Generation, Salzburg)[6]

- o.T. (Gouache auf Bütten, 12,5 × 17 cm, 1968; Museum Kunst der Verlorenen Generation, Salzburg)[6]

- Abstrakte Komposition (Tusche und Deckweiß auf Papier 15 × 14 cm, um 1960; Museum Kunst der Verlorenen Generation, Salzburg)[6]

### Werke im I.G.-Farben-Haus
Die Rahmen seiner Zeichnungen wurden während einer Besetzung des Casinos (vom 30. November bis 2. Dezember 2009) im I.G.-Farben-Haus beschädigt. Die Besetzer hatten unter anderem gegen den Bologna-Prozess demonstriert. Die durch die Besetzung verursachten Kosten für die Universität beliefen sich nach vorab erfolgten Schätzungen auf ca. 200.000 €.
In der Nacht vom 10. Oktober auf den 11. Oktober 2011 wurden sieben von Hecks Werken aus dem Casino des I.G.-Farben-Hauses gestohlen. Offenbar war keine Versicherung für die Bilder abgeschlossen worden. Der Schaden belaufe sich auf eine fünf- bis sechsstellige Summe.